# Neadenocoris reflexus
Neadenocoris reflexus är en insektsart som beskrevs av Robert L. Usinger och Ryuichi Matsuda 1959. Neadenocoris reflexus ingår i släktet Neadenocoris och familjen barkskinnbaggar. Inga underarter finns listade i Catalogue of Life.